# Баньолі-ді-Сопра
Баньолі-ді-Сопра (італ. Bagnoli di Sopra, вен. Bagnołi de Sora) — муніципалітет в Італії, у регіоні Венето, провінція Падуя.
Баньолі-ді-Сопра розташоване на відстані близько 370 км на північ від Рима, 50 км на південний захід від Венеції, 25 км на південь від Падуї.
Населення — 3627 осіб (2014).
Щорічний фестиваль відбувається 29 вересня. Покровитель — святий Архангел Михаїл.

## Демографія
Населення за роками:

Станом на 1 січня 2023 року в муніципалітеті офіційно проживало 307 іноземців з 28 країн, серед них 70 громадян країн Євросоюзу та 10 громадян України.

## Сусідні муніципалітети

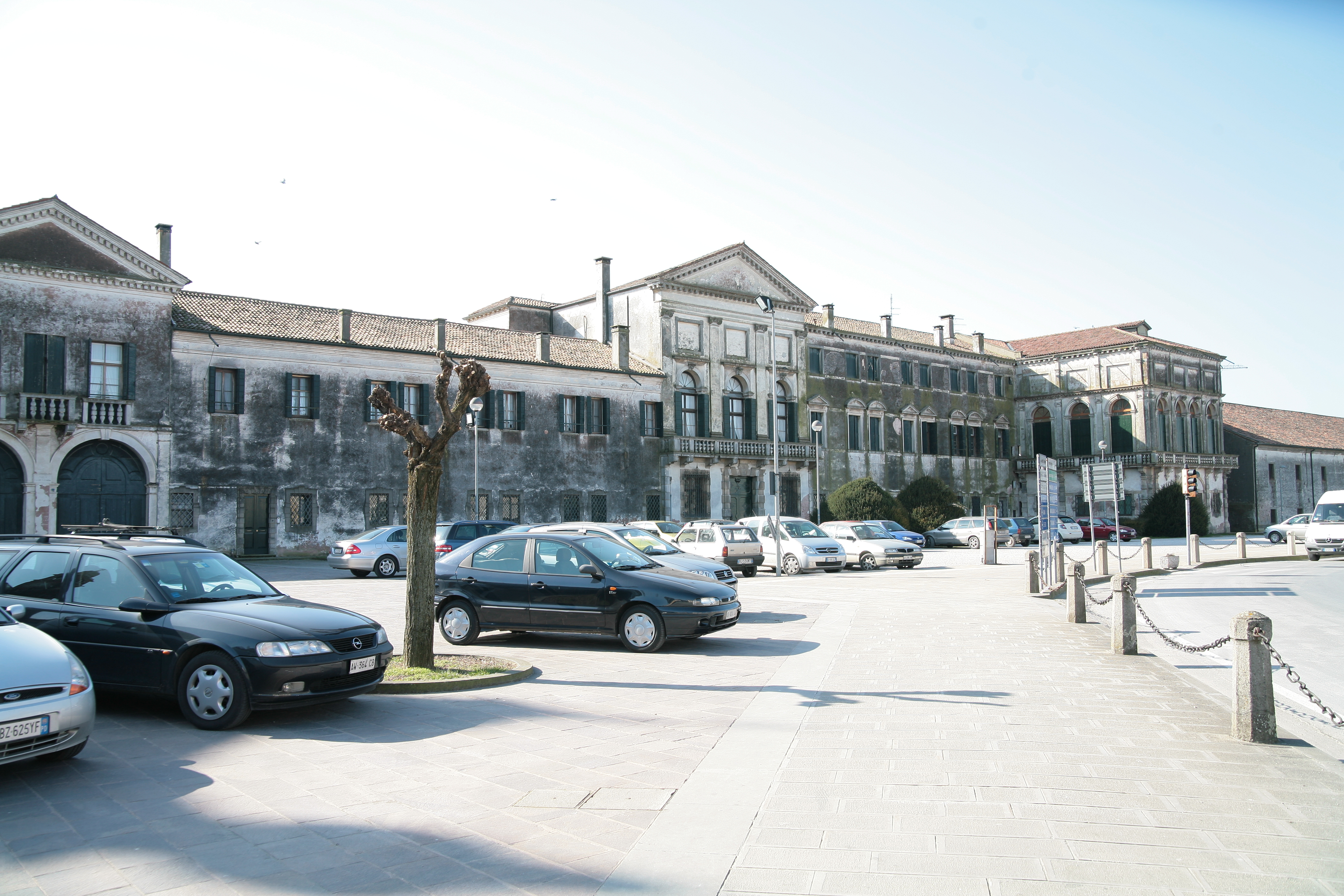
Вілла Відман з площі Баньолі ді Сопра

- Анья
- Ангуїллара-Венета
- Арре
- Консельве
- Трибано